# Windsbach
Windsbach este un oraș din Franconia Mijlocie, landul Bavaria, Germania.